# Xbox

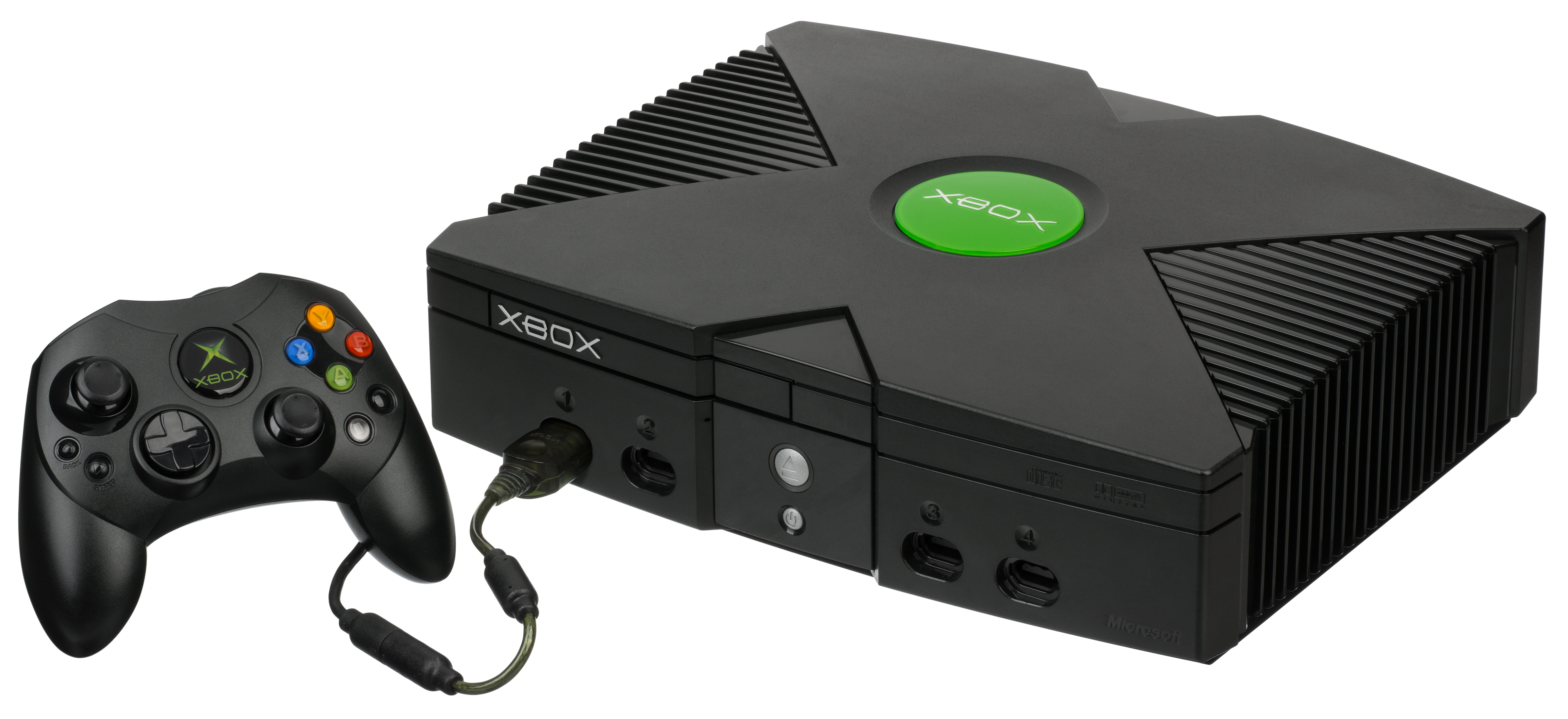
Console met controller

De Xbox is een spelcomputer van Microsoft. Hij werd op 15 november 2001 uitgebracht in Noord-Amerika, op 22 februari 2002 in Japan en op 14 maart 2002 werd de Europese markt betreden.
De naam Xbox stamt af van "DirectX Box" (afgeleid van Microsofts API DirectX), een van de codenamen tijdens de ontwikkeling van de spelcomputer, dat door de ontwikkelaars in interne e-mails al snel werd afgekort tot Xbox. Na een strijd met de marketingafdeling won deze naam het uiteindelijk van een lange lijst acroniemen.

## Achtergrond
In de tweede helft van de jaren 90 stelde Microsoft zich tot doel dat zij een sturende rol wilde nemen in het digitaliseren van de leefomgeving van consumenten. Deze positie was niet te bereiken door alleen pc-software te maken, maar vereiste dat Microsoft technologie overal in het huishouden dient voor te komen.
Een eerste aanzet hiertoe was het opbouwen van een positie in overige elektronica. Met het nieuwe product Windows CE werd gepoogd een positie op te bouwen in onder andere de markten voor mobiele telefoons, auto's en consumentenelektronica. Een centrale rol bij de digitale belevingswereld van de consument is echter de televisie. In plaats van puur "beeldbrenger" zal de televisie in de toekomst toegang kunnen bieden tot een waaier aan beeld-, geluids-, informatie- en vermaakassortiment.
Het verwerven van een belangrijke positie in deze wereld vereist het afzetten van apparatuur die enerzijds de consument voordelen biedt en anderzijds volgens Microsoft-technieken werkt. Hierna kan aan mediaproducenten techniek verkocht worden om media volgens deze Microsoft-techniek aan te bieden.
Een centrale vereiste voor het aanbieden van een velerlei aan mediaformaten bij de televisie is computerfunctionaliteit in die buurt. Het is in deze visie dat het Xbox-product opgestart is.

## Apparaat
De Xbox is een veelzijdig apparaat. Naast het spelen van computerspellen kan met het apparaat dvd's worden bekeken en op de ingebouwde harde schijf muziek worden opgeslagen. Door middel van een beveiliging zal het apparaat alleen programmatuur uitvoeren die door Microsoft digitaal ondertekend is en heeft Microsoft een absolute controle over welke programmacode het apparaat precies uitvoert. Dit veranderde toen hackers probeerden onder andere Linux uit te voeren op de Xbox. Tegenwoordig hoeft de Xbox niet eens opengemaakt te worden om te worden omgebouwd.
Feitelijk is de Xbox een pc, maar omdat de software volledig aangepast is, is hier weinig van te merken. De machine functioneert net als iedere andere spelcomputer. De specificaties zijn een aangepaste Pentium III, 64 MB geheugen, een grafische chip gebaseerd op de NVIDIA NV25, een harde schijf van 8 GB (in sommige Xbox'en 10 GB, waarvan maar 8 GB kon worden gebruikt), netwerkaansluiting en een dvd-speler. Het besturingssysteem van de Xbox is gebaseerd op de Windows NT-kernel en DirectX. Doordat de Xbox een (aangepaste) versie van DirectX gebruikt, loopt hij vooruit op de concurrentie. Doordat DirectX ook veel wordt gebruikt op pc, is het voor de programmeurs heel eenvoudig een spel over te zetten naar Xbox.
Belangrijk voor een spelcomputer is de spelondersteuning. Deze verliep oorspronkelijk vrij goed; omdat het apparaat feitelijk een pc is, is het vrij eenvoudig pc-spellen aan te passen en voor de Xbox geschikt te maken, dit wordt ook wel porteren genoemd. De verkoopcijfers van de Xbox vielen echter wegens hevige concurrentie en een te hoge prijsstelling tegen. Hierdoor ontstond de onwenselijke situatie dat er te veel spellen op een te kleine markt uitkwamen en veel spellen hun investering niet konden terugverdienen. Dit leidde bij veel speluitgevers tot een omgekeerde reactie, veel spellen in ontwikkeling puur voor de Xbox werden snel voor de pc geschikt gemaakt. Door aanpassing van het prijsbeleid en doordat ze zelf speluitgever is, heeft Microsoft de situatie kunnen corrigeren en de verkoopcijfers van zowel het apparaat als de spellen significant op weten te voeren. Dit laat onverlet dat verkoopcijfers wereldwijd ver achterbleven bij de cijfers van marktleider Sony. Microsoft hoopte haar marktpositie te kunnen verbeteren met haar nieuwe console, de Xbox 360.

## Accessoires
Vanaf de releasedatum van de Xbox konden er al accessoires worden gekocht. Voor systemlinken (Xbox'en met elkaar verbinden zodat er een LAN-netwerk ontstond)

## Online spelen met Xbox Live
Naast het zogenaamde offline konden er op Xbox ook online spellen worden gespeeld. Dit hield in dat de Xbox via een breedbandconnectie verbinding maakte met spelers van over de hele wereld waar dan rechtstreeks tegen gespeeld kon worden. Voor deze service moest echter wel een jaarlijks bedrag worden betaald, hiervoor kreeg men dan een jaarabonnement met een vaste naam, een hoofdtelefoon om met iedereen te kunnen praten en een aantal demo's.
Op 15 april 2010 ging Xbox Live voor de Xbox uit de lucht, Alleen Xbox Live voor de Xbox 360 bleef bestaan, dat in 2021 werd hernoemd naar Xbox network.
Online werden vooral schietspellen, racespellen en sportspellen gespeeld. Bekende namen zijn Halo 2, Project Gotham Racing 2, Pro Evolution Soccer 4, Top Spin, Unreal Championship, Ghost Recon en Ghost Recon 2, Battlefield Modern Combat, en de Rainbow Six-serie.
Sinds het uit de lucht gaan van Xbox live zijn er verschillende projecten ontstaan om "online" met elkaar verder te kunnen spelen. Hier zijn onder andere XBConnect en XLink Kai goede voorbeelden van. Deze maken gebruik van de local system multiplayer en deze links over het internet met elkaar te verbinden.
Recreatie van de oorspronkelijke Xbox live servers wordt zo nu en dan geopperd maar nog geen succesvol project is geopenbaard. Wel zou de sourcecode van Xbox live gelekt zijn in 2012.

## Linux
In de Linux-gemeenschap werd zowel met nieuwsgierigheid als met argusogen naar de Xbox gekeken. Enerzijds was de Xbox een pc voor weinig geld, de mogelijkheid Linux op het apparaat te draaien zou het apparaat voor veel mensen in een bijzonder aantrekkelijke computer kunnen veranderen. Bijvoorbeeld de Xbox als webserver, of als digitale videorecorder, enz.
Anderzijds was de beveiliging van de Xbox een angstbeeld, het was een directe aanval op de vrijheid van de consument software te draaien op zijn apparaat zoals hij wenst. De situatie werd erger toen Microsoft Palladium aankondigde, waarbij in de toekomst ook de pc zijn besturingssysteem zal gaan controleren op een digitale handtekening.
Beide situaties leidden ertoe dat er bijzonder veel animo was om de beveiliging van de Xbox te kraken. Het probleem was dat Microsoft de hardware zo gemaakt had dat het sleutelen aan de software van het apparaat heel moeilijk werd gemaakt.
Dit laatste heeft echter niet voorkomen dat het (met moeite) mogelijk was een hardwarewijziging te maken die Xbox andere firmware liet uitvoeren, zodat het apparaat ook een software startte die niet digitaal ondertekend was. Na de aanvankelijke kraak werd de expertise hiermee snel beter en kwamen allerlei zogenaamde modchips op de markt. Deze modchips zorgden ervoor dat er ook gekopieerde spellen konden worden gespeeld, en gekopieerd naar de harde schijf. De Linux-gemeenschap was daar tegen, en probeerde een eigen oplossing te vinden.
Na deze hardwarekraak werd het overigens wegens de gelijkenis van de Xbox met een pc al snel mogelijk Linux op het apparaat te draaien.
Probleem was dat het voor de gebruiker noodzakelijk was wijzigingen aan de Xbox te maken en dat het apparaat voor de gewone man nog steeds zo op slot zat als voorheen. De oplossing werd uiteindelijk gevonden in programmeerfouten in spellen. Het was mogelijk om een aangepaste Xbox-save op een USB-stick of Xbox Memory Unit te laden, en die te laden vanuit een niet-classic versie van de spellen 007: Agent under Fire, Splinter Cell 1 of Mechassault. Toen werd er eigen code uitgevoerd op de Xbox, die het mogelijk maakte de bestanden op de harde schijf aan te passen. De Linux-gemeenschap probeerde eerst Microsoft te benaderen, en stelde Microsoft voor om één bestand te verifiëren. Dit deed Microsoft echter niet, en daardoor zag de Linux-gemeenschap zich genoodzaakt de 'hack' vrij te geven. Door een aantal andere (software-)modificaties werd het uiteindelijk mogelijk om de Xbox om te bouwen zonder de Xbox ook maar open te maken.

## XBMC
XBMC (Xbox Media Center) is een door "Team XBMC" gemaakt softwarepakket dat veel formaten en bronnen van beeld en geluid kan afspelen op de Xbox. Om XBMC te kunnen draaien op een Xbox moet deze omgebouwd zijn. Tevens kan XBMC gebruikt worden als dashboard.
Nadat XBMC doorgegaan is als Kodi voor de PC en andere apparaten is een fork gemaakt en leeft het project voort als XBMC4Xbox. Een variatie hierop specifiek voor gamers en emulators op de xbox is XBMC4Gamers ontstaan waar minder de focus op media en meer op games en covers voor deze games en emulatoren ligt.

## Emulators
Voor de pc en andere zijn er enkele emulators, die de Xbox proberen te emuleren op het Windows-platform.
- Cxbx - Geschreven door Caustik, dit was de eerste Xbox-emulator. Deze kan een aantal spellen spelen, waaronder Turok Evolution.
- Cxbx-reloaded - Een vernieuwde versie van Cxbx door Luke Usher geschreven. Ondersteunt Windows 10 en 64-bit-besturingssystemen. Deze ondersteunt een groot aantal spellen en MSDASH het oorspronkelijke besturings systeem van de Xbox
- Dxbx - Dit is een port van Cxbx naar Delphi. Deze kan geen spelletjes spelen. Sinds versie 1.0 kunnen een aantal demo's worden weergegeven.
- Fusion - Microsofts official originele emulator voor op de Xbox 360
- Fission - Microsofts official originele en Xbox 360 emulator voor op de Xbox ONE.
- Mame - Deels gebaseerd op Cxbx en Xqemu worden Sega Chihiro games in mame ondersteund.
- Xeon - Deze emulator beweert als eerste Xbox-emulator beelden te kunnen weergeven van Halo.
- Xemu - een clone van Xqemu geschreven door mborgerson, met GUI. Mogelijk wil hij af van de claims dat xqemu lastig is.
- Xenoborg - Geschreven door Blueshogun96. Deze emulator kan geen spellen afspelen.
- Xqemu - Een opensource xbox emulator gebaseerd op QEMU geschreven door mborgerson, JayFoxRox en Luke Usher. Ondersteunt net als Cxbx-reloaded een groot aantal spellen.

### Cxbx-reloaded
Luke Usher wilde Cxbx naar 64-bit-besturingssystemen overbrengen en ondersteuning geven aan latere spellen die gebruik maken van LTCG (Link-time Code Generation). Zijn samenwerking met andere nog bestaande projecten en contacten met Dxbx ontwikkelaars gaf deze emulator een voorsprong in ondersteunde spellen. Sinds 2017 wordt ook het dashboard of het visuele homescreen ondersteund en een test build met ondersteuning voor Xbox live functionaliteit.

### Xenoborg
Wat Blueshogun96 met deze emulator wil bereiken, is dat het meerdere Xbox-spellen speelbaar kan maken, dat het op 64-bit-besturingssystemen van Windows kan draaien en dat het DirectX LTCG Titels (DirectX Link Time Code Generation Titels) kan afspelen. Blueshogun96 helpt Xqemu en Cxbx-reloaded ontwikkelaars en lijkt niet verder met deze emulator te werken.

### Xqemu
Cxbx-reloaded maakt gebruik van veel van in deze geschreven emulator video emulatie. Xqemu is voornamelijk beschikbaar in source vorm en benodigd compilatie. Ook is de Microsoft bios+kernel en MCPX rom dump benodigd, die niet legaal te downloaden zou zijn. Het missen van een grafishe gebruikers interface bemoeilijkt het gebruik voor de gewone gebruiker. Er zijn wel her en der grafishe menus beschikbaar gemaakt maar de kennis om een virtuele hardeschijf en het verkrijgen van de Microsoft componenten maken deze emulator ietwat minder populair. Omdat deze emulator gebruik maakt van QEMU kan hij een volledige xbox emuleren, inclusief USB-passtrough, memorycards en netwerk. De MSDASH werkt redelijk en audio is gedeeltelijk ondersteund.
In 2019 werd Xqemu ook draaiend gekregen op de Nintendo Switch, zij het na een hack van de console.
Xemu lijkt een directe fork van xqemu te zijn en heeft mogelijk dezelfde ondersteunde spellen maar met het voordeel een gemakkelijke GUI te hebben.

## Xbox 360
Eind 2005 werd de opvolger van Xbox uitgebracht, Xbox 360.